# دلبوث حبشي
الدلبوث الحبشي (باللاتينية: Gladiolus callianthus) من النباتات المزهرة ينتمي إلى الفصيلة السوسنية، موطنه شرق افريقيا من أثيوبيا إلى ملاوي.